# Epipactis × soguksuensis
Epipactis × soguksuensis là một loài thực vật có hoa trong họ Lan. Loài này được Kreutz mô tả khoa học đầu tiên năm 1997.